# Police and crime commissioner

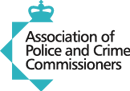
Associazione dei PCC

I Police and crime commissioner (o PCC) sono dei pubblici ufficiali del Regno Unito eletti tramite voto popolare e svolgenti la funzione di supervisione della pubblica sicurezza in una dei distretti di polizia del territorio nazionale. Sono stati istituiti dal 2012 e sostituiscono le precedenti Police authorities.

## Descrizione

### Antefatti: lePolice authorities
Create con il Police Act del 1964, erano formate per due terzi da consiglieri municipali eletti e per un altro terzo da magistrati. La composizione fu cambiata e resa più variegata con una riforma del 1994 (Police and Magistrates' Courts Act 1994), introducendo anche membri in carica per 4 anni ed eletti dalla comunità locale.
Alle elezioni generali del 2010 i Conservatori e i Liberal Democratici annunciano di voler riformare le esistenti autorità di polizia e di volerne dare il controllo all'elettorato per aumentare il controllo e il livello di efficienza in tale settore.

### La riforma del 2011 e l'istituzione dei PCC
Nel 2011 viene varata la riforma (Police Reform and Social Responsibility Act 2011) che trasferisce il controllo delle forze di polizia dalle autorità preesistenti ai nuovi Police and crime commissioner.
Le principali funzioni riguardano la pubblica sicurezza e consistono nel mantenere organizzate le Forze di polizia in ogni distretto di polizia locale, di redigere un piano su come svolgere il proprio mandato e quante risorse allocare per ogni questione e di mantenere il Chief constable sempre informato riguardo a tale piano e al suo andamento.
I nuovi PCC non riguardano, però, tutto il territorio dell'Inghilterra e del Galles. Esistono altre autorità pubbliche svolgenti i compiti dei PCC in particolari territori:
- Sindaco del West Yorkshire (Mayor of West Yorkshire)
- Sindaco della Grande Manchester (Mayor of Greater Manchester)
- Sindaco di Londra

Ci sono state delle critiche ai nuovi PCC sin dal momento in cui sono stati proposti, adducendo come principali negatività la politicizzazione del controllo della polizia e una maggiore burocrazia.

## Elezioni dei PCC

Affiliazione politica dei PCC eletti con le relative elezioni del 2021.

Da quando sono stati istituiti i PCC, se ne sono tenute tre elezioni amministrative. I Liberal Democratici britannici, dopo aver inizialmente appoggiato la riforma, alle volte non hanno partecipato alle elezioni. Le elezioni del 2020 sono state posticipate di un anno a causa della pandemia di COVID-19. 
Le prossime elezioni si terranno il 2 maggio 2024 e saranno le prime a tenersi con il sistema elettorale "first-past-the-post", in seguito a una riforma del 2022.
| Elezione         | TOTALE PCC | PCC - Lab | PCC - Lib Dem | PCC - Con | PCC - Plaid | PCC - Ind. | Affluenza |
| ---------------- | ---------- | --------- | ------------- | --------- | ----------- | ---------- | --------- |
| 15 novembre 2012 | 41         | 13        | 0             | 16        | -           | 12         | 15,1%     |
| 5 maggio 2016    | 40         | 15        | 0             | 20        | 2           | 3          | 26,6%     |
| 6 maggio 2021    | 39         | 8         | 0             | 30        | 1           | -          | 34,1%     |
| 2 maggio 2024    | -          | -         | -             | -         | -           | -          | -         |